# Wiser.org

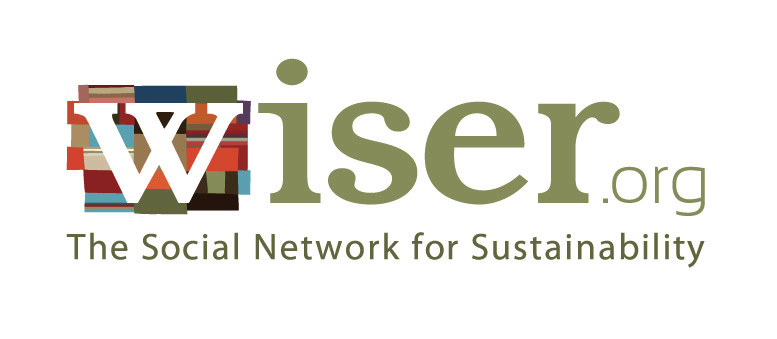
Wiser.org-Logo

Wiser.org, 即 WiserEarth.org, 是一个面向社会和环境运动的，由网民自主创建的网上社区，它跟踪关注全世界非营利性的工作。该网站定位并连结解决全球问题，诸如气候变化、贫穷、环境、和平、水、饥饿、社会正义、保护、人权等的非政府组织(NGOs)、企业、政府组织、团体和个人。WISER是世界社会与环境责任指数的缩写(World Index of Social and Environmental Responsibility)。Wiser.org是非营利性组织WiserEarth的主要项目。

## 历史
Wiser.org曾以WiserEarth.org为域名在2007年的地球日（4月22日）正式上线，它作为一个网上目录，涵盖了Paul Hawken的畅销书Blessed Unrest中10万多个个社会组织。作者Hawken花费多年收集了数以千计的社会组织的名片，可惜的是他并未找到一个完整的能列出所有这些关注于社会公正和环境的非营利组织的目录。估计到这些社会组织的数目会过百万。Hawken 发布了Wiser.org, 并将其作为一个线上目录来帮助这些组织筹划工作。如今，Wiser.org 加入了社交网络平台特性，包括状态更新、新鲜事、组群 以及站内信等，这样极大地促进了相互合作的可能性。 Wiser.org 也将其目录的对象拓展到谋利企业以及政府部门。

## 事实与数据
截止于2012年1月26日，Wiser.org 涵盖了全球113000余个社会组织，64000多个注册会员以及2800个群组。其内容划分为47个重大问题领域以及381个分领域。Wiser.org 目前已经被翻译成为英语、 中文(简体)、法语 （页面存档备份，存于）、德语 （页面存档备份，存于）、印尼语、意大利语 （页面存档备份，存于）、葡萄牙语 （页面存档备份，存于）和西班牙语 （页面存档备份，存于）。

## Wiser.org目录
Wiser.org通过注册用户对某一领域的相关组织领域 （页面存档备份，存于）、资源、工作、事件和小组的“链接”进行编辑，目录列出了一份“网络化”领域的主要清单。网站以小组和社交网络评论为特征，同时也包含图形化的“网络地图”。一个独特的 "解决方案表格 （页面存档备份，存于）"允许任何一个登陆用户提出一个严肃的社会或环境问题并提出解决的建议。该解决方案会变成可供分享和修改的对象，也可在现实中实施。“解决方案表格“包含可以记录结果和观测过程的地点。每种解决方案都提供发布和联网页面，以及可供讨论的论坛。Wiser.org 同时采用嵌入式、集成地理数据的谷歌地图。网站是非盈利机构，免费向公众开放。所有数据都在创用CC 3.0许可下发布。

## Wiser.org API
截至2009年6月，Wiser.org 提供了在 创用CC3.0许可下的RESTful API。Wiser.org API提供了若干“对象”的扩展数据库入口，例如组织、小组、工作、事件、资源和解决方案等。网站也有相关的常见问题和开发人员文档界面。

## 拓展阅读
- Blessed Unrest
- Natural Capital Institute
- Earth Charter
- Appropedia